# Opel Calibra
Opel Calibra je automobil njemačke marke Opel i proizvodi se od 1989. – 1997. godine.

## Motori
- 2.0 L, 85 kW (115 KS) C20NE
- 2.0 L, 100 kW (136 KS) X20XEV
- 2.0 L, 110 kW (150 KS) C20XE (redtop)
- 2.0 L turbo, 150 kW (204 KS) C20LET
- 2.5 L,V6 125 kW (170 KS) C25XE

## O automobilu
Opel Calibra je coupe,koji je proizvodila njemačka firma Opel od 1989 godine pa sve do 1997 godine. U Ujedinjenom Kraljevstvu gdje se Calibra proizvodila sve do 1999 godine gdje je proizvedena pod Vauxhall brendom kao Vauxhall Calibra. Također kao Chevrolet Calibra u Sjevernoj Americi i kao Holden Calibra u Australiji i Novome Zelandu.Calibra je proizvedena da se natječe s Japanskim sportskim coupe-ovima.
Proizvodila se primarno u tvornici u Russelheimu.
Calibra je prvo bila dostupna samo na sučelju motor naprijed pogon naprijed,ali 1990 je došla izvedba s 4x4 sučeljem.

## Dizajn
Calibra je bila dizajnirana "rukom" Wayne Cherry-a i Njemačkog dizajnera Erharda Schnell-a,Opel calibra je bazirana na Opel vectri A.

## Motori
Snaga je dolazila većinom iz 2.0 litarskog 8 ventila snažnoga C20NE motora i iz Cosworth dizajniranoga 16V direktnoga ubrizgavanja C20XE motora zvanoga  "REDTOP"
1992 godine dolazi turbo verzija "redtop" motora snage 204ks pod kodnim imenom C20LET. S 4x4 pogonom i 6 brzinskim Getrag mjenačem (F28/6) i potvrđenom brzinom od 245km/h dana je snaga koja je odgovarala sportskom izgledu calibre.
1993 godine dolazi i verzija s 2.5 litarskim V6 motorom koji je bio sporiji od turbo motora ali i pouzdaniji.
1995 godine dolazi ECOTEC motor koji je bio nova verzija poznatoga C20XE,te je sada nosio oznaku X20XEV,ovo je značilo smanjenje snage sa 150ks na 136ks.
2.0 litreni 8 ventila sohc I4 snage 115ks (sve godine) (C20NE)
2.0 litreni 16 ventila dohc I4 snage 150ks (1990-1995) (C20XE)
2.0 litreni 16 ventila dohc I4 snage 136 ks (1995-1997) (X20XEV)
2.5 litreni V6 24 ventila DOHC snage 170ks (1993-1997) (C25XE/X25XE)

## Mjenjači
F16CR-5 koji je bio na ranim modelima C20NE
F18CR-5 koji je bio na kasnim modelima C20NE i kasnim modelima C20XE
F20 koji je bio na ranim modelima C20XE
F25 koji je bio na V6 modelu
F28/6 koji je bio na turbo verziji redtop odnosno C20LET 

## Koncept 2007.
Koncept kojeg je Opel najavio još 2007. godine je ostao samo ime Calibra, ali auto nije predstavljen i vjerojatno nikad više i neće biti proizveden.